# Bougainvillebrilvogel
De bougainvillebrilvogel (Zosterops hamlini, synoniem: Zosterops ugiensis hamlini) is een vogel uit de familie van de brilvogels. Het taxon is in 1929 door Robert Cushman Murphy geldig beschreven als ondersoort  Zosterops alberti hamlini van de grijskeelbrilvogel (Zosterops rendovae synoniem: Zosterops ugiensis). De wetenschappelijke naam is een eerbetoon aan de leider van de Whitney South Sea Expedition (1927-28)  waarbij de vogels werden verzameld, Hannibal Hamlin (1904-1982). Het taxon is op de IOC World Bird List als soort afgesplitst van de grijskeelbrilvogel, die alleen op het eiland Makira voorkomt.

## Verspreiding
De soort is endemisch op het eiland Bougainville (Papoea-Nieuw-Guinea).